# 인간 가구

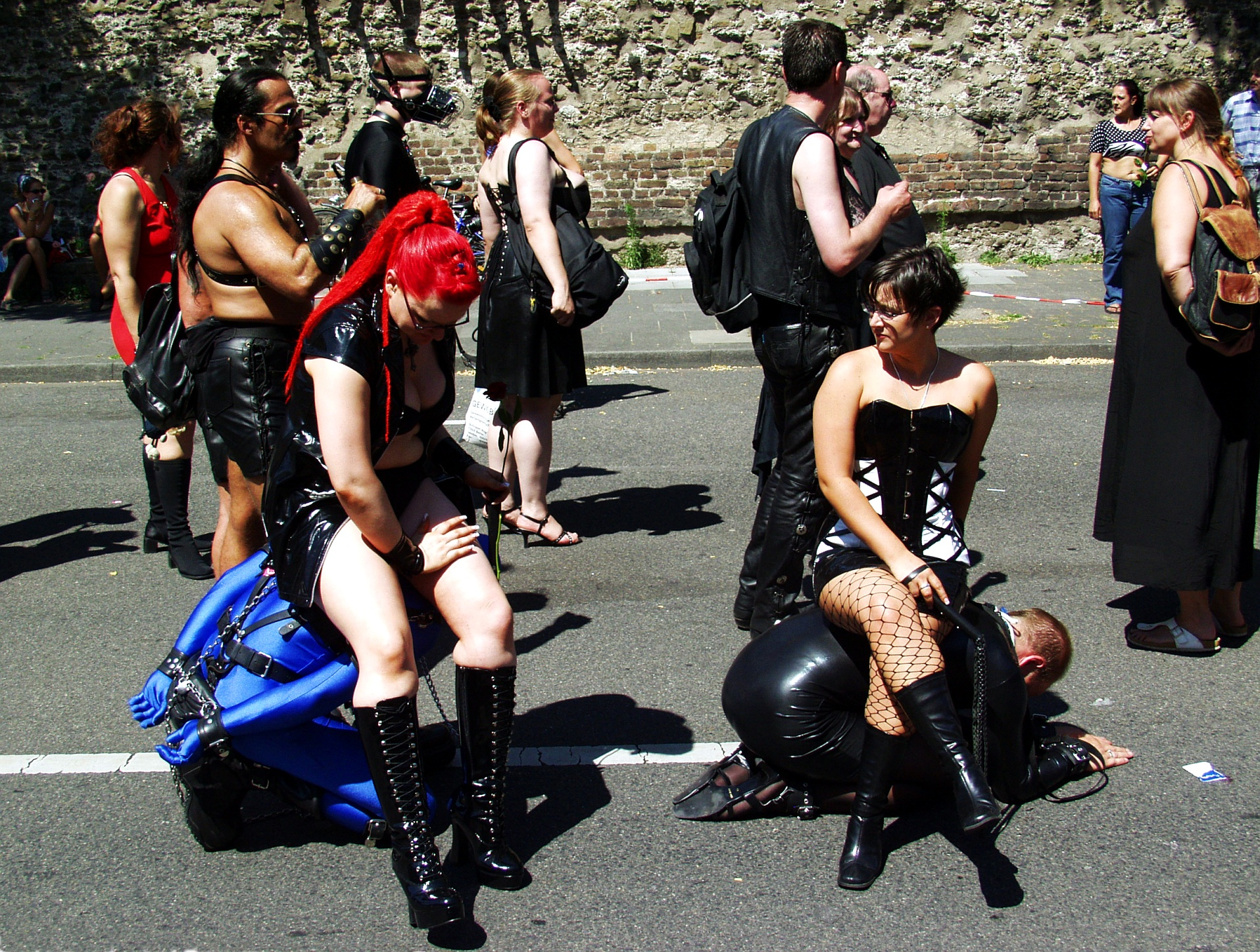
CSD 2006:인간을 가구로 사용하고 있는 두 사람.

인간 가구(Human furniture)는 인간의 생물학적, 감정적 측면 등을 가능한 배제하고 인체를 가구의 일부로 만들어서 성적 도구로 삼는 행위를 말한다. 포르니필리아(forniphilia)라고도 부른다. 포르니필리아라는 용어는 House of Gord의 제프 고드(Jeff Gord)가 제창한 용어이다.
이 행위는 인체의 심한 구속을 수반한다. 따라서 이 행위를 하기 위해서는 안전사고에 주의해야 한다.

## 예시
- 영국의 유명한 조각가 겸 화가 앨런 존슨의 1969년 작품인 〈의자, 테이블, 그리고 모자걸이〉(Chair, Table and Hat Stand)를 보면, 반라의 여성 조각상이 가구의 역할을 하고 있다.

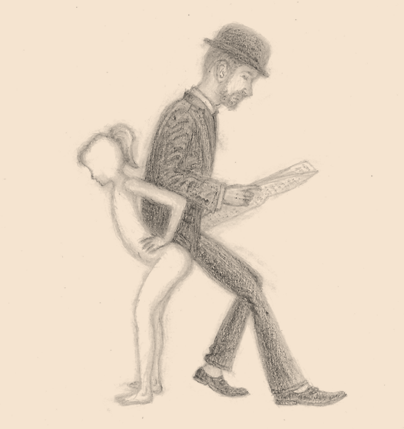
Forniphilia

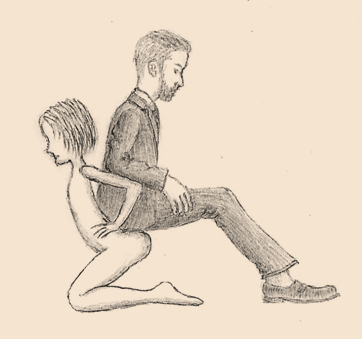
포르니필리아

## 같이 보기
- 애니멀 롤플레이
- 안면승마
- 뇨타이모리
- 성적 페티시즘
- 성적 대상화